# Temporada da A1 Grand Prix de 2007–08
A Temporada 2007/2008 da A1 Grand Prix é a terceira realizada pela categoria. O campeonato teve inicio no dia 30 de setembro de 2007 em Zandvoort e se encerrará no dia 4 de maio de 2008 em Brands Hatch.

## Equipes
22 equipes, cada uma representando um país diferente, estiveram presentes na terceira temporada da categoria. Todas as equipes utilizaram o chassis Lola B05/52, com o motor Zytek e pneus Cooper. 
| Equipe-Base           | Equipe                 | Padrinho(s)                 | Pilotos              | Etapas       | Outros Pilotos                                                                |
| --------------------- | ---------------------- | --------------------------- | -------------------- | ------------ | ----------------------------------------------------------------------------- |
| Alan Docking Racing   | A1 Team Austrália      | Alan Jones                  | Ian Dyk              | 1–4          | Daniel Ricciardo                                                              |
| Alan Docking Racing   | A1 Team Austrália      | Alan Jones                  | John Martin          | 5–10         | Daniel Ricciardo                                                              |
| Arena Motorsport      | A1 Team Índia          | Ravi Chilukuri              | Narain Karthikeyan   | 1–6, 8–10    |                                                                               |
| Arena Motorsport      | A1 Team Índia          | Ravi Chilukuri              | Parthiva Sureshwaren | 7            |                                                                               |
| Argo Racing Cars Ltd. | A1 Team Brasil         | Emerson Fittipaldi          | Sérgio Jimenez       | 1–6          | Clemente Faria Felipe Guimarães Raphael Matos                                 |
| Argo Racing Cars Ltd. | A1 Team Brasil         | Emerson Fittipaldi          | Bruno Junqueira      | 7–8          | Clemente Faria Felipe Guimarães Raphael Matos                                 |
| Argo Racing Cars Ltd. | A1 Team Brasil         | Emerson Fittipaldi          | Alexandre Negrão     | 9–10         | Clemente Faria Felipe Guimarães Raphael Matos                                 |
| Argo Racing Cars Ltd. | A1 Team Líbano         | Tameem Auchi                | Chris Alajajian      | 1, 3–6       |                                                                               |
| Argo Racing Cars Ltd. | A1 Team Líbano         | Tameem Auchi                | Jimmy Auby           | 2, 7, 10     |                                                                               |
| Argo Racing Cars Ltd. | A1 Team Líbano         | Tameem Auchi                | Khalil Beschir       | 8–9          |                                                                               |
| Charouz Racing System | A1 Team Chéquia        | Antonin Charouz             | Erik Janiš           | 1–3          | Jaroslav Janiš                                                                |
| Charouz Racing System | A1 Team Chéquia        | Antonin Charouz             | Tomáš Enge           | 4–6          | Jaroslav Janiš                                                                |
| Charouz Racing System | A1 Team Chéquia        | Antonin Charouz             | Josef Král           | 7            | Jaroslav Janiš                                                                |
| Charouz Racing System | A1 Team Chéquia        | Antonin Charouz             | Filip Salaquarda     | 8–10         | Jaroslav Janiš                                                                |
| Connor Racing         | A1 Team França         | Jean Paul Driot             | Loïc Duval           | 1, 3–7       | Guillaume Moreau Nicolas Prost Jean Karl Vernay                               |
| Connor Racing         | A1 Team França         | Jean Paul Driot             | Nicolas Lapierre     | 2            | Guillaume Moreau Nicolas Prost Jean Karl Vernay                               |
| Connor Racing         | A1 Team França         | Jean Paul Driot             | Jonathan Cochet      | 8            | Guillaume Moreau Nicolas Prost Jean Karl Vernay                               |
| Connor Racing         | A1 Team França         | Jean Paul Driot             | Franck Montagny      | 9–10         | Guillaume Moreau Nicolas Prost Jean Karl Vernay                               |
| Connor Racing         | A1 Team África do Sul  | Tokyo Sexwale               | Adrian Zaugg         | Todas        | Wesleigh Orr                                                                  |
| DSM                   | A1 Team Alemanha       | Willi Weber                 | Christian Vietoris   | 1–2, 5       | Michael Klein                                                                 |
| DSM                   | A1 Team Alemanha       | Willi Weber                 | Michael Ammermüller  | 3–4, 6–10    | Michael Klein                                                                 |
| DSM                   | A1 Team Nova Zelândia  | Colin Giltrap               | Jonny Reid           | Todos        | Earl Bamber Brendon Hartley Chris van der Drift                               |
| A1 Team Great Britain | A1 Team Reino Unido    | Tony Clements John Surtees  | Oliver Jarvis        | 1, 3–4, 7–8  | Duncan Tappy Danny Watts James Winslow Oliver Turvey                          |
| A1 Team Great Britain | A1 Team Reino Unido    | Tony Clements John Surtees  | Robbie Kerr          | 2, 5–6, 9–10 | Duncan Tappy Danny Watts James Winslow Oliver Turvey                          |
| A1 Team Indonesia     | A1 Team Indonésia      | N/A                         | Satrio Hermanto      | 1–4          |                                                                               |
| Performance Racing    | A1 Team Indonésia      | N/A                         | Satrio Hermanto      | 5–10         |                                                                               |
| Performance Racing    | A1 Team Paquistão      | Arif Hussain                | Adam Khan            | Todas        |                                                                               |
| A1 Team Malaysia      | A1 Team Malásia        | Alex Yoong                  | Alex Yoong           | 1–5, 8–9     | Aaron Lim                                                                     |
| A1 Team Malaysia      | A1 Team Malásia        | Alex Yoong                  | Fairuz Fauzy         | 6–7, 10      | Aaron Lim                                                                     |
| A1 Team Portugal      | A1 Team Portugal       | Luis Vicente                | João Urbano          | 1–6          | Gonçalo Araújo Frederico Duarte Bruno Serra                                   |
| A1 Team Portugal      | A1 Team Portugal       | Luis Vicente                | Filipe Albuquerque   | 7–10         | Gonçalo Araújo Frederico Duarte Bruno Serra                                   |
| Max Motorsport        | A1 Team Suíça          | Max Welti                   | Neel Jani            | All          | Sébastien Buemi Tom Dillmann Rahel Frey Natacha Gachnang Alexandre Imperatori |
| Racing for Holland    | A1 Team Países Baixos  | Jan Lammers                 | Jeroen Bleekemolen   | Todas        | Arie Luyendyk Jr.                                                             |
| Team Astromega        | A1 Team China          | Liu Yu                      | Congfu Cheng         | All          | Marchy Lee Qinghua Ma Lin Po-Heng                                             |
| Team Ghinzani         | A1 Team Itália         | Piercarlo Ghinzani          | Enrico Toccacelo     | 1–3          | Paolo Bossini Frankie Provenzano Davide Rigon Giuseppe Termine                |
| Team Ghinzani         | A1 Team Itália         | Piercarlo Ghinzani          | Edoardo Piscopo      | 4–10         | Paolo Bossini Frankie Provenzano Davide Rigon Giuseppe Termine                |
| Status Grand Prix     | A1 Team Canadá         | Wade Cherwayko              | James Hinchcliffe    | 1–2, 10      | Daniel Morad                                                                  |
| Status Grand Prix     | A1 Team Canadá         | Wade Cherwayko              | Robert Wickens       | 3–9          | Daniel Morad                                                                  |
| Status Grand Prix     | A1 Team Irlanda        | Mark Kershaw                | Ralph Firman         | 1            | Niall Quinn                                                                   |
| Status Grand Prix     | A1 Team Irlanda        | Mark Kershaw                | Adam Carroll         | 2–10         | Niall Quinn                                                                   |
| Teamcraft Motorsport  | A1 Team México         | Juan Cortina Julio Jáuregui | Salvador Durán       | 1            | Juan Pablo Garcia Arturo González Esteban Gutiérrez Picho Toledano            |
| Teamcraft Motorsport  | A1 Team México         | Juan Cortina Julio Jáuregui | Michel Jourdain Jr.  | 2–3          | Juan Pablo Garcia Arturo González Esteban Gutiérrez Picho Toledano            |
| Teamcraft Motorsport  | A1 Team México         | Juan Cortina Julio Jáuregui | David Garza Perez    | 4–8          | Juan Pablo Garcia Arturo González Esteban Gutiérrez Picho Toledano            |
| Teamcraft Motorsport  | A1 Team México         | Juan Cortina Julio Jáuregui | Jorge Goeters        | 9            | Juan Pablo Garcia Arturo González Esteban Gutiérrez Picho Toledano            |
| Teamcraft Motorsport  | A1 Team México         | Juan Cortina Julio Jáuregui | David Martínez       | 10           | Juan Pablo Garcia Arturo González Esteban Gutiérrez Picho Toledano            |
| A1 Team USA           | A1 Team Estados Unidos | Rick Weidlinger             | Buddy Rice           | 1–2          | Charlie Kimball                                                               |
| A1 Team USA           | A1 Team Estados Unidos | Rick Weidlinger             | Jonathan Summerton   | 3–10         | Charlie Kimball                                                               |

## Calendário
Todas as etapas da temporada 2006-07 retornaram para a temporada 2007-08, com a exceção das etapas de Pequim e Indonésia.
| Prova | Data                    | País            | Circuito                         | Vencedor da rápida | Vencedor da principal | Resumo   |
| ----- | ----------------------- | --------------- | -------------------------------- | ------------------ | --------------------- | -------- |
| 1     | 30 de Setembro de 2007  | Holanda         | Circuit Park Zandvoort           | África do Sul      | Grã-Bretanha          | Detalhes |
| 2     | 14 de Outubro de 2007   | República Checa | Brno Circuit                     | Nova Zelândia      | Nova Zelândia         | Detalhes |
| 3     | 25 de Novembro de 2007  | Malásia         | Sepang International Circuit     | Suíça              | Suíça                 | Detalhes |
| 4     | 16 de Dezembro de 2007  | China           | Circuito Internacional de Zhuhai | Alemanha           | Índia                 | Detalhes |
| 5     | 20 de Janeiro de 2008   | Nova Zelândia   | Taupo Motorsport Park            | Nova Zelândia      | Alemanha              | Detalhes |
| 6     | 3 de Fevereiro de 2008  | Austrália       | Eastern Creek Raceway            | França             | África do Sul         | Detalhes |
| 7     | 24 de Fevereiro de 2008 | África do Sul   | Durban street circuit            | Canadá             | Suíça                 | Detalhes |
| 8     | 16 de Março de 2008     | México          | Autódromo Hermanos Rodríguez     | Nova Zelândia      | Irlanda               | Detalhes |
| 9     | 13 de Abril de 2008     | China           | Shanghai International Circuit   | Suíça              | EUA                   | Detalhes |
| 10    | 4 de Maio de 2008       | Grã-Bretanha    | Brands Hatch                     | Índia              | Grã-Bretanha          | Detalhes |

## Regulamento
Houve mudanças no regulamento da categoria para a sua terceira temporada:
- A sessão de qualificação continua como era anteriormente, porém, as duas primeiras sessões de qualificações determinam o grid na sprint race, enquanto as duas últimas sessões determinam o grid na corrida principal.[2]
- Dois pit stops obrigatórios na corrida principal.[3]
- A corrida principal mantem o tempo de 69 minutos mais uma volta. A sprint race aumentou seu tempo, para 29 minutos e mais uma volta.[3]
- Prêmios tanto na sprint race quanto na corrida principal.

|              | Rápida | Rápida   | Principal | Principal |
| Pos.         | Pontos | Prêmio   | Pontos    | Prêmio    |
| ------------ | ------ | -------- | --------- | --------- |
| 1            | 15     | $100,000 | 15        | $200,000  |
| 2            | 12     | $70,000  | 12        | $130,000  |
| 3            | 10     | $50,000  | 10        | $100,000  |
| 4            | 8      | $35,000  | 8         | $75,000   |
| 5            | 6      | $30,000  | 6         | $50,000   |
| 6            | 5      | $20,000  | 5         | $40,000   |
| 7            | 4      | $15,000  | 4         | $25,000   |
| 8            | 3      | $10,000  | 3         | $20,000   |
| 9            | 2      | $7,000   | 2         | $13,000   |
| 10           | 1      | $3,000   | 1         | $7,000    |
| Volta rápida | 1      |          | 1         |           |

## Resultados
| Pos | Equipe          | Pilotos              |     |      |     |      |     |      |     |      |     |      |     |      |     |      |     |      |     |      |     |      | Pts |
| Pos | Equipe          | Pilotos              | spr | prin | spr | prin | spr | prin | spr | prin | spr | prin | spr | prin | spr | prin | spr | prin | spr | prin | spr | prin | Pts |
| --- | --------------- | -------------------- | --- | ---- | --- | ---- | --- | ---- | --- | ---- | --- | ---- | --- | ---- | --- | ---- | --- | ---- | --- | ---- | --- | ---- | --- |
| 1   | Suíça           | Neel Jani            | 5   | 3    | 8   | 3    | 1*  | 1*   | 2*  | 6    | Ret | 13*  | 10  | 2    | 3   | 1    | 3   | 19   | 1*  | 5    | 4   | 3    | 168 |
| 2   | Nova Zelândia   | Jonny Reid           | 9   | 7    | 1*  | 1    | 5   | 8    | 10  | 2    | 1   | 4    | 2   | 9    | 20* | 10   | 1   | 12   | Ret | 4    | 8   | 8    | 127 |
| 3   | Grã-Bretanha    | Oliver Jarvis        | 7   | 1    |     |      | 6   | 12   | 6   | 5*   |     |      |     |      | 2   | 11   | 2   | 2*   |     |      |     |      | 126 |
| 3   | Grã-Bretanha    | Robbie Kerr          |     |      | 2   | 17   |     |      |     |      | Ret | Ret  | 16  | 3    |     |      |     |      | 9   | 9    | 1   | 2    | 126 |
| 4   | França          | Loïc Duval           | 2   | 5    |     |      | 2   | 2    | 8   | 7    | 3   | 3    | 1*  | Ret  | 11  | 2    |     |      |     |      |     |      | 118 |
| 4   | França          | Nicolas Lapierre     |     |      | 6   | 5    |     |      |     |      |     |      |     |      |     |      |     |      |     |      |     |      | 118 |
| 4   | França          | Jonathan Cochet      |     |      |     |      |     |      |     |      |     |      |     |      |     |      | 12  | 13   |     |      |     |      | 118 |
| 4   | França          | Franck Montagny      |     |      |     |      |     |      |     |      |     |      |     |      |     |      |     |      | 12  | 8    | 10  | 5    | 118 |
| 5   | África do Sul   | Adrian Zaugg         | 1*  | 2    | 4   | 16   | 10  | Ret  | Ret | 3    | 4   | 7    | 7   | 1*   | 13  | 7    | Ret | 6    | 7   | 16   | 7   | 11   | 96  |
| 6   | Irlanda         | Ralph Firman         | 8   | 6    |     |      |     |      |     |      |     |      |     |      |     |      |     |      |     |      |     |      | 94  |
| 6   | Irlanda         | Adam Carroll         |     |      | 3   | 6    | 7   | 7    | 4   | 16   | 6   | 5    | 15  | 13   | 15  | Ret  | 4   | 1    | 11  | 3    | 3   | 13*  | 94  |
| 7   | Holanda         | Jeroen Bleekemolen   | 3   | 8    | 5   | 2    | 18  | 4    | 9   | Ret  | 5   | 8    | 9   | 8    | 5   | 4    | 8   | 4    | 17  | 18   | 9   | 6    | 87  |
| 8   | Alemanha        | Christian Vietoris   | 6   | 9    | 7   | 8    |     |      |     |      | 2*  | 1    |     |      |     |      |     |      |     |      |     |      | 83  |
| 8   | Alemanha        | Michael Ammermüller  |     |      |     |      | 16  | EX   | 1   | 4    |     |      | 4   | 7    | EX  | Ret  | Ret | 20   | 6   | 10   | 20  | Ret  | 83  |
| 9   | Canadá          | James Hinchcliffe    | 19  | 18   | 12  | 11   |     |      |     |      |     |      |     |      |     |      |     |      |     |      | 15  | 17   | 75  |
| 9   | Canadá          | Robert Wickens       |     |      |     |      | 3   | Ret  | 15  | Ret  | Ret | 2    | 3   | 6    | 1   | 12   | 7   | 5    | 2   | 20*  |     |      | 75  |
| 10  | Índia           | Narain Karthikeyan   | 10  | Ret  | 21  | 9    | 11  | 6    | 7   | 1    | 10  | Ret  | 11  | 11   |     |      | 13  | 9    | 5   | 7    | 5   | 1    | 61  |
| 10  | Índia           | Parthiva Sureshwaren |     |      |     |      |     |      |     |      |     |      |     |      | 17  | Ret  |     |      |     |      |     |      | 61  |
| 11  | Portugal        | João Urbano          | 11  | Ret  | 9   | 18   | 13  | Ret  | 19  | 12   | 8   | 12   | 12  | 16   |     |      |     |      |     |      |     |      | 59  |
| 11  | Portugal        | Filipe Albuquerque   |     |      |     |      |     |      |     |      |     |      |     |      | 7   | 3    | 6   | 7    | 3   | 2    | 6   | 7    | 59  |
| 12  | EUA             | Buddy Rice           | 22  | 13   | 16  | 15   |     |      |     |      |     |      |     |      |     |      |     |      |     |      |     |      | 56  |
| 12  | EUA             | Jonathan Summerton   |     |      |     |      | 12  | 10   | 12  | 10   | 7   | 14   | 5   | Ret  | 10  | Ret  | 5   | 3    | 21  | 1    | 2   | 12   | 56  |
| 13  | China           | Cong Fu Cheng        | 17  | 15   | 10  | 4*   | Ret | 5    | 3   | 9    | 14  | Ret  | 14  | 10   | 4   | 6*   | 17* | 10   | 10  | 15   | 21* | 4    | 55  |
| 14  | Brasil          | Sérgio Jimenez       | 13  | 11   | 11  | 7    | 4   | 3    | 18  | Ret  | 13  | 6    | 8   | 4    |     |      |     |      |     |      |     |      | 44  |
| 14  | Brasil          | Bruno Junqueira      |     |      |     |      |     |      |     |      |     |      |     |      | Ret | 9    | 10  | 8    |     |      |     |      | 44  |
| 14  | Brasil          | Alexandre Negrão     |     |      |     |      |     |      |     |      |     |      |     |      |     |      |     |      | 14  | 13   | 16  | 14   | 44  |
| 15  | Malásia         | Alex Yoong           | 16  | Ret  | 17  | 14   | 9   | 13   | Ret | Ret  | Ret | Ret  |     |      |     |      | 9   | 15   | 4   | 6    |     |      | 25  |
| 15  | Malásia         | Fairuz Fauzy         |     |      |     |      |     |      |     |      |     |      | 20  | 17   | 9   | 5    |     |      |     |      | 13  | Ret  | 25  |
| 16  | México          | Salvador Durán       | 4   | 4*   |     |      |     |      |     |      |     |      |     |      |     |      |     |      |     |      |     |      | 22  |
| 16  | México          | Michel Jourdain Jr.  |     |      | 13  | 22   | 20  | 11   |     |      |     |      |     |      |     |      |     |      |     |      |     |      | 22  |
| 16  | México          | David Garza Perez    |     |      |     |      |     |      | 16  | 11   | 17  | 9    | 17  | 18   | 8   | Ret  | 16  | 14   |     |      |     |      | 22  |
| 16  | México          | Jorge Goeters        |     |      |     |      |     |      |     |      |     |      |     |      |     |      |     |      | 20  | 21   |     |      | 22  |
| 16  | México          | David Martínez       |     |      |     |      |     |      |     |      |     |      |     |      |     |      |     |      |     |      | 20  | 16   | 22  |
| 17  | Austrália       | Ian Dyk              | 21  | 12   | Ret | 13   | Ret | 9    | 13  | 15   |     |      |     |      |     |      |     |      |     |      |     |      | 20  |
| 17  | Austrália       | John Martin          |     |      |     |      |     |      |     |      | 9   | Ret  | 6   | 5    | 6   | 14   | Ret | 21   | 15  | 14   | 14  | Ret  | 20  |
| 18  | Itália          | Enrico Toccacelo     | 12  | 14   | 14  | 10   | 8   | Ret  |     |      |     |      |     |      |     |      |     |      |     |      |     |      | 12  |
| 18  | Itália          | Edoardo Piscopo      |     |      |     |      |     |      | 11  | Ret  | 12  | Ret  | 13  | 14   | 14  | 8    | 11  | Ret  | 8   | 12   | 17  | 9    | 12  |
| 19  | República Checa | Erik Janiš           | 15  | 10   | 18  | 12   | 15  | 15   |     |      |     |      |     |      |     |      |     |      |     |      |     |      | 10  |
| 19  | República Checa | Tomáš Enge           |     |      |     |      |     |      | 5   | 8    | Ret | 11   | 18  | 15   |     |      |     |      |     |      |     |      | 10  |
| 19  | República Checa | Josef Král           |     |      |     |      |     |      |     |      |     |      |     |      | 18  | Ret  |     |      |     |      |     |      | 10  |
| 19  | República Checa | Filip Salaquarda     |     |      |     |      |     |      |     |      |     |      |     |      |     |      | Ret | 16   | 13  | 11   | 12  | 15   | 10  |
| 20  | Paquistão       | Adam Langley-Khan    | 18  | 17   | 15  | 20   | 17  | 14   | 14  | 14   | 11  | 10   | Ret | 12   | 12  | Ret  | Ret | 18   | 16  | 17   | 18  | Ret  | 1   |
| 21  | Indonésia       | Satrio Hermanto      | 20  | 16   | 19  | 19   | 19  | 16   | 17  | Ret  | 16  | Ret  | 21  | 20   | 16  | Ret  | 14  | 11   | 19  | 19   | 19  | 10   | 1   |
| 22  | Líbano          | Chris Alajajian      | 14  | 19   |     |      | 14  | Ret  | Ret | 13   | 15  | Ret  | 19  | 19   |     |      |     |      |     |      |     |      | 0   |
| 22  | Líbano          | Khalil Beschir       |     |      | 20  | 21   |     |      |     |      |     |      |     |      | 19  | 13   |     |      |     |      | 22  | 18   | 0   |
| 22  | Líbano          | Jimmy Auby           |     |      |     |      |     |      |     |      |     |      |     |      |     |      | 15  | 17   | 18  | 22   |     |      | 0   |
| Pos | Equipe          | Pilotos              | spr | prin | spr | prin | spr | prin | spr | prin | spr | prin | spr | prin | spr | prin | spr | prin | spr | prin | spr | prin | Pts |
| Pos | Equipe          | Pilotos              |     |      |     |      |     |      |     |      |     |      |     |      |     |      |     |      |     |      |     |      | Pts |

| Cor             | Resultado                |
| --------------- | ------------------------ |
| Ouro            | Vencedor                 |
| Prata           | 2º lugar                 |
| Bronze          | 3º lugar                 |
| Verde           | Terminou, nos pontos     |
| Verde e itálico | Abandonou, nos pontos    |
| Azul            | Terminou fora dos pontos |
| Roxo            | Abandonou (Ret)          |
| Roxo            | Não classificado (NC)    |
| Vermelho        | Não se qualificou (DNQ)  |
| Preto           | Desqualificado (DSQ)     |
| Branco          | Não partiu (DNS)         |
| Branco          | Não participou (WD)      |
| Em branco       | Não participou           |
| Em branco       | Lesionado (LES)          |
| Em branco       | Excluído (EX)            |
| Negrito         | Pole position            |
| *               | Volta mais rápida        |
| spr             | Sprint Race              |
| fea             | Feature Race             |